# Pedro Menéndez de Avilés
Pedro Menéndez de Avilés (Avilés, 15 de febrero de 1519 - Santander, 16 de septiembre de 1574) fue un militar y marino español y gobernante de Indias. En 1565 reconquistó la Florida, tras destruir Fort Caroline y otros asentamientos de hugonotes franceses que la ocupaban, y fundó la ciudad de San Agustín. Gobernó dicha provincia con título de adelantado mayor perpetuo, y también fue gobernador de la isla de Cuba entre 1567 y 1574.

## Biografía

### Origen familiar y primeros años

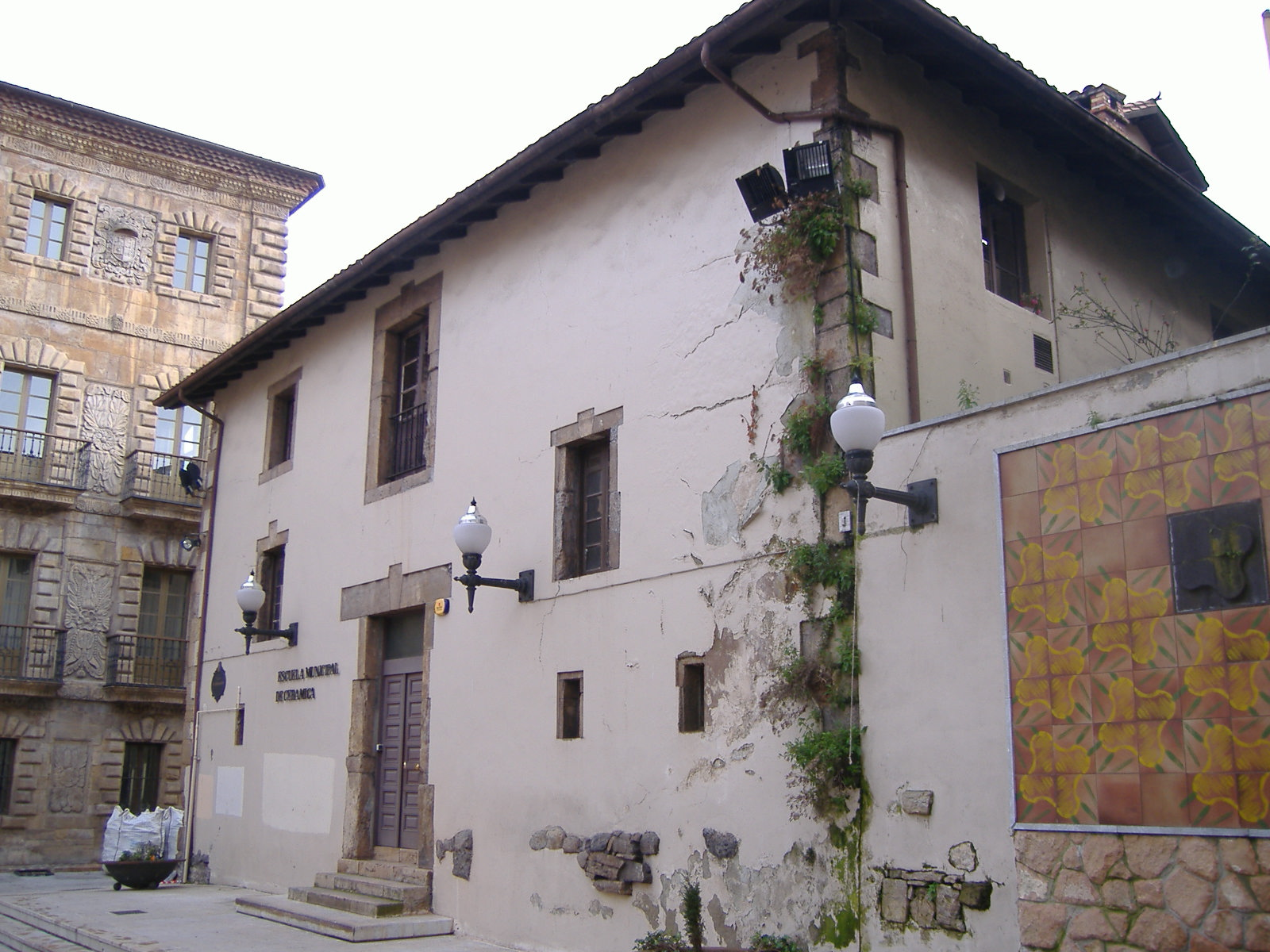
Casa natal de Pedro Menéndez de Avilés según la tradición local

Pedro Menéndez de Avilés había nacido el 15 de febrero de 1519 en la villa portuaria de Avilés del Principado de Asturias, que formaba parte de la Corona española, de familia hidalga.
Era el hijo segundón de Juan Alfonso Sánchez de Avilés, de igual naturaleza, y de María Alonso de Arango, oriunda del concejo de Pravia.
Su padre murió cuando él tenía ocho años, y su madre se volvió a casar. De uno y otro matrimonio nacieron veinte hijos, por lo que Pedro no heredó bienes de fortuna.
También fueron marinos sus hermanos mayores Álvar Sánchez de Avilés y Bartolomé Menéndez de Avilés.

### Persecución de corsarios en el mar Cantábrico
A los ocho o nueve años escapó de casa, a raíz del segundo matrimonio de su madre. Desde entonces se dedicó a oficios relacionados con la mar, y a los catorce debió de enrolarse por primera vez como grumete de un barco de guerra en algún puerto del Cantábrico. Iniciaba así su carrera militar dedicado a perseguir a los piratas y corsarios que actuaban por dicho mar contra la flota española. A los diecinueve años, tras vender la parte de la herencia que le había correspondido a la muerte de su padre,  armó un modesto patache con cincuenta hombres entre parientes, amigos y conocidos, comenzó a trabajar por cuenta propia contra los enemigos de los intereses de España, en operaciones de corso aventurero y sin patente y con él capturó dos navíos franceses.
Tras varios años de aventuras navales se casó con Ana María de Solís, con quien estaba capitulado desde la infancia, pero la vida de casado no le retuvo en su casa. 
En 1544 una escuadra francesa mandada por Jean Alphonse de Saintonge capturó en Finisterre 18 naves vizcaínas. Menéndez de Avilés lo persiguió hasta el puerto de La Rochela, donde se había refugiado, y recuperó cinco de las naves, abordó la capitana y personalmente dio muerte a Jean Alphonse de Saintonge.
A pesar de las fuerzas francesas del puerto de La Rochela, Pedro Menéndez de Avilés logró salir de allí con sus presas. El emperador Carlos V lo autorizó a continuar con sus acciones contra los franceses, de forma que el marino asturiano fue el principal responsable de que finalizaran las correrías francesas por las costas gallegas y asturianas. Su fama es tal que el emperador le encargó en 1554 que se trasladara a Flandes.

### Honores y viajes a América
Fue caballero de la Orden de Santiago y comendador de dicha Orden en Santa Cruz de la Zarza (Toledo, España).
En 1549 se encargó de perseguir al corsario francés Juan Alfonso Portugués, al que prendió en el puerto de La Rochela.
En 1552 comenzó sus viajes a América como capitán de distintos barcos. Ese mismo año también fue capturado por los piratas y rescatado previo pago de un rescate. Dos años más tarde, cuando tenía 35 años, fue nombrado capitán general de la flota de Indias por Felipe II, cargo que llegó a ocupar en nueve ocasiones desde 1555 hasta 1574. Tenía 46 años cuando alcanzó el máximo grado dentro de la Armada española. 
En 1554 estuvo al mando de la flota que envió el rey Felipe II a Inglaterra cuando se iba a casar con la reina María. 
En 1555 mandaba la flota del Virrey del Perú Andrés Hurtado de Mendoza, que zarpó de Sanlúcar de Barrameda el 15 de octubre con setenta y ocho navíos mercantes, dos galeones de armada y tres carabelas grandes. Ese mismo año, sin contar con el parecer de los oficiales de la Casa de Contratación de Sevilla, el rey le encomendó la misión de transportar los tesoros de Indias, codiciados por los piratas que se paseaban por el mar Caribe, y con solo seis naves para proteger la flota, compuesta por más de setenta mercantes, logró llegar con éxito a Sevilla. Desde entonces los oficiales de la Casa de Contratación lo consideraron su enemigo. 
En 1556 fue nombrado capitán general de la Armada de Indias, y al año siguiente participó en la Batalla de San Quintín. En 1561 se ocupó de diseñar personalmente y armar una flotilla de "galeones agalerados" similares a las galeazas que construía Álvaro de Bazán el Viejo, doce en número y de 230 toneladas cada una, con objeto de escoltar la flota de Indias ante los piratas y corsarios enmigos. Aunque las naves no resultaron muy efectivas a la hora de usar los remos, su actuación en combate fue por lo demás excelente y les ganó el apodo de los Doce Apóstoles, mejorando aún más su eficacia combinándose con dos grandes galeazas de 800 toneladas construidas por el prestigioso cántabro Cristóbal de Barros. Su modelo de barco vino a ser conocido como "galeoncete".
También en 1561 dirigió una gran flota de galeones que trasportaban metales preciosos desde México hasta España. Cuando llegó a su destino en España, pidió permiso para regresar en busca de un buque perdido, pero el permiso le fue denegado. Este era el buque donde viajaba su hijo y otros familiares y amigos. Entonces fue detenido por la Casa de la Contratación de Sevilla junto con su hermano, el también marino Bartolomé Menéndez de Avilés, que le había acompañado en aquel viaje.
Veinte meses está encarcelado por razones poco claras, en relación con las auditorias que siempre hacía la Casa de Contratación con respecto a las mercancías que llegaban a España, hasta que logra salir apelando al rey, que hizo que lo juzgasen, siendo condenados los hermanos a pagar una exigua multa.

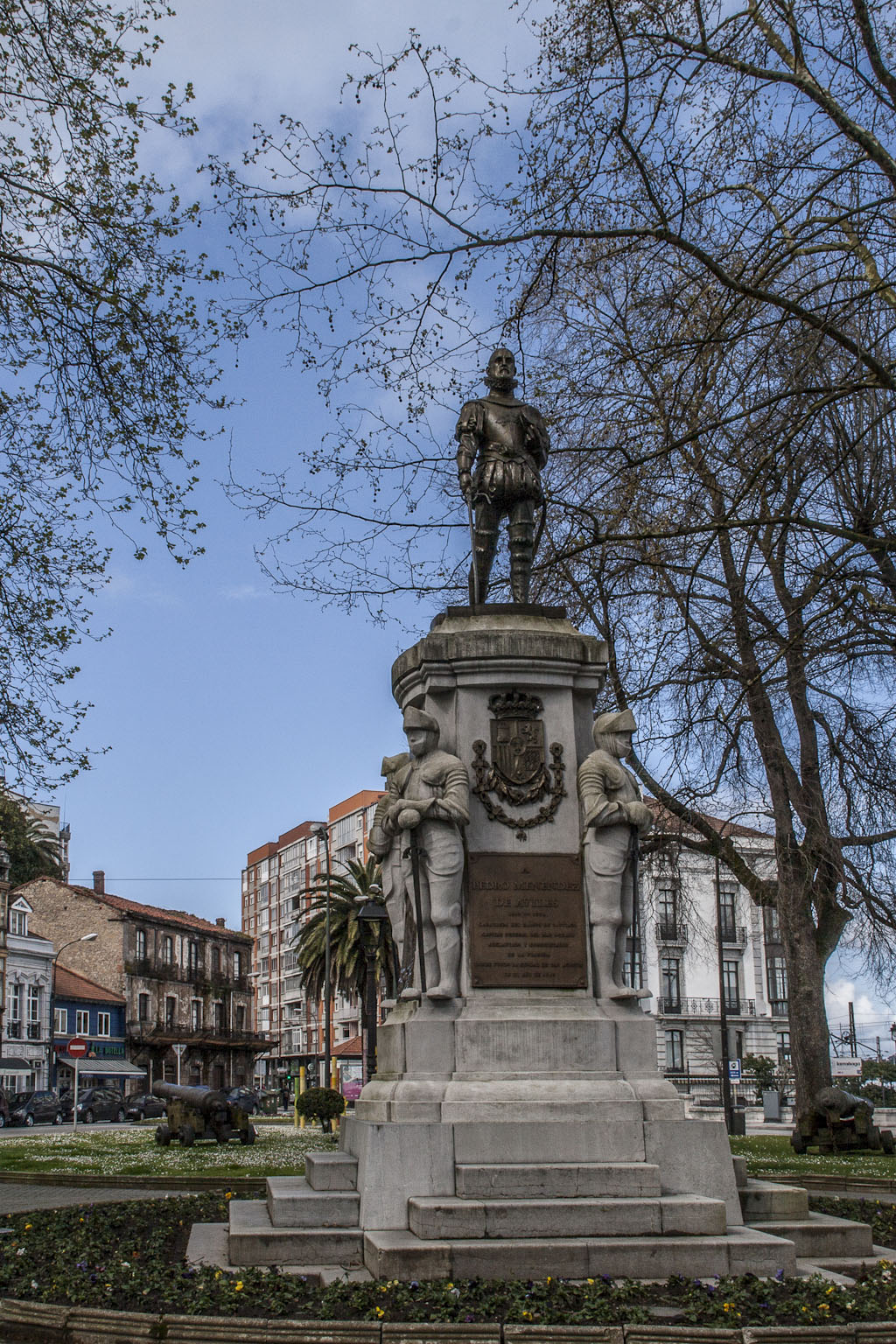
Monumento a Pedro Menéndez de Avilés en su ciudad natal.

Una vez fuera de la cárcel consiguió que le permitieran buscar a su hijo que creía náufrago en la Florida bajo la condición de que debería explorar y colonizar La Florida como adelantado del rey Felipe II, título reconocido por el monarca en 1565. Para tal propósito financió de su propio bolsillo una expedición. Cuando estaba a punto de zarpar, llegaron órdenes de que debía eliminar a todos los intrusos protestantes que se encontraran allí o en cualquier rincón de las Indias.

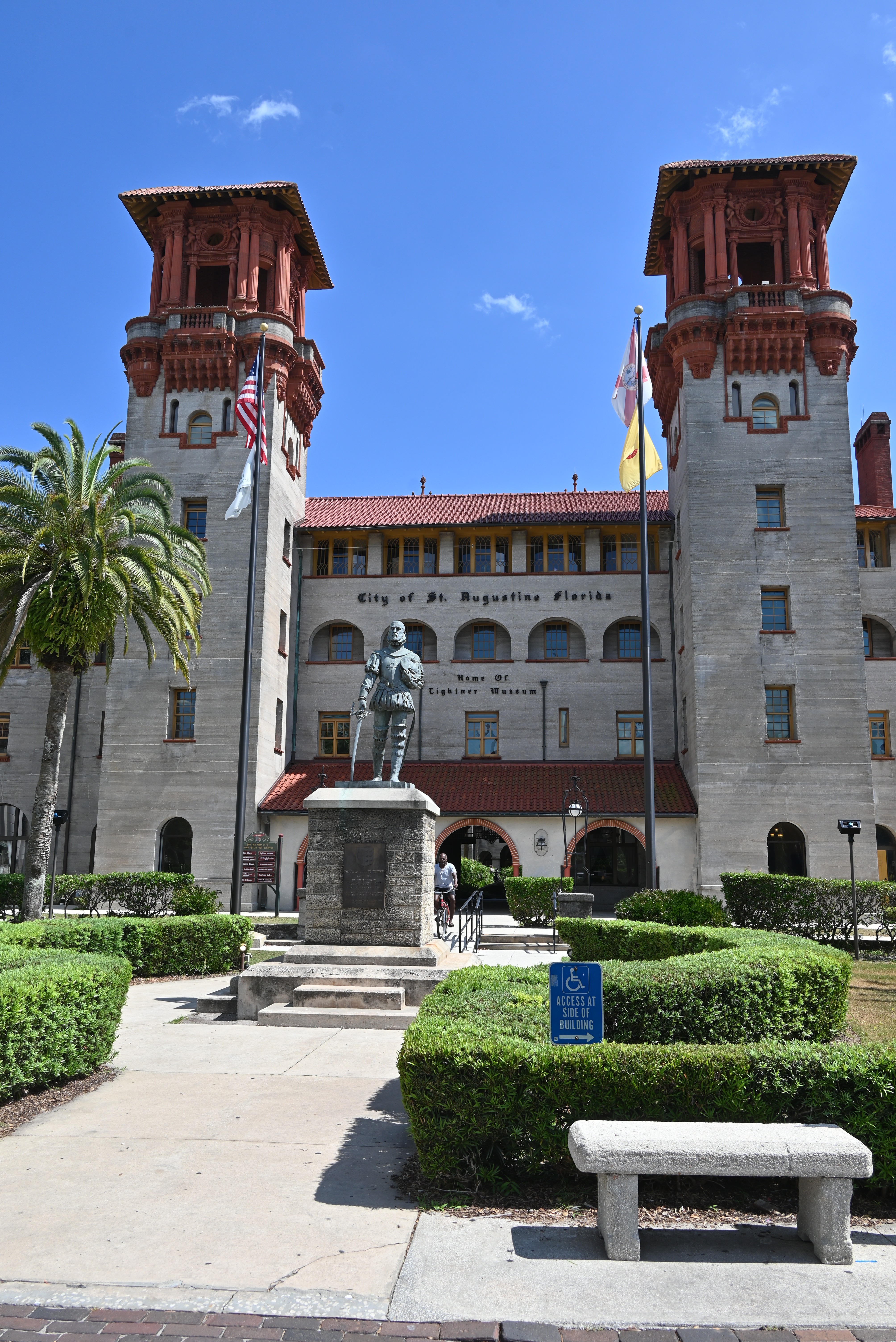
Estatua de Pedro Menéndez de Avilés en San Agustín, Florida, frente al Lightner Museum.

Esto se debía a que el 22 de junio de 1564, una expedición francesa formada por tres barcos y 300 colonos, principalmente hugonotes, había fundado Fort Caroline, dirigidos por René Goulaine de Laudonnière (reforzados después por 800 colonos, marinos y soldados y 7 barcos de Jean Ribault llegados al año siguiente), desde donde se lanzaron diversos ataques contra colonias y barcos españoles, lo que motivó que el rey Felipe II ordenara una expedición de castigo. Los franceses rápidamente se aliaron con los caciques Saturiwa y Utina de los timucuas, apoyándolos con hombres en sus luchas contra sus rivales, en especial, Potano.
Menéndez fracasó en su intento de atacar por mar el fuerte francés con cuatro barcos, retirándose a su campamento, la futura ciudad de San Agustín, lo que motivó un contraataque de Ribault con cinco barcos y 500 hombres, que fueron hundidos por un huracán. Con la flota enemiga destruida, decidió atacar el fuerte marchando por tierra para evitar perder sus navíos por las tormentas. Durante la marcha de tres días perdió a cien de sus quinientos soldados por enfermedades y deserciones. Es importante reconocer también la alianza entre Pedro de Menéndez y los timucúas del cacique Seloy, quien fungió como pieza clave en la aportar recursos, hombres y su propio asentamiento como base de operaciones.
Llegó a Fort Caroline el 28 de agosto, día de San Agustín. La colonia francesa tenía apenas 150 habitantes, pero solo 20 eran hombres capaces de luchar y estaban dirigidos por Laudonnière, que se encontraba enfermo. En un asalto por sorpresa tomaron el fuerte y los franceses supervivientes tuvieron que escapar en los barcos que aún quedaban en el puerto. Rápidamente volvió a San Agustín y masacró a inicios de octubre a los supervivientes del naufragio de la flota francesa. El lugar pasó a ser conocido como la Bahía de Matanzas. Posteriormente el 8 de septiembre de 1565, fundó en tal lugar el Fuerte de San Agustín, que se convertiría en la ciudad más antigua todavía existente, de los Estados Unidos.
El padre Francisco López de Mendoza Grajales, capellán de la expedición, celebró la primera misa de Acción de Gracias en el lugar (mencionada como antecedente del actual del Tanksgiving).  A su vez, a las afueras del Fuerte de San Agustín, se fundaron la Misión de Nombre de Dios y un poblado de indios del mismo nombre donde habitaron los timucúas aliados de los españoles. Con el tiempo dicha misión serviría también a las aldeas cercanas del pueblo mocama, siendo el centro de un importante cacicazgo a fines del siglo XVI y XVII.
En mayo de 1566, debido a los constantes ataques los timecúas aliados de los hugonotes, Menéndez decidió trasladar el asentamiento español a una posición más defendible una isla barrera del extremo norte de la bahía de Matanzas, en donde se construyó un fuerte de madera. En 1572, el asentamiento se trasladó al continente de nuevo, justo al sur de la actual plaza del pueblo. Posteriormente, cuando Pedro Menéndez ya era gobernador de Cuba, este exploró más el área circundante y construyó fortificaciones adicionales.
Después de estos hechos recorrió el Caribe persiguiendo a piratas y a Jacques, el hijo mayor de Ribault. También se casó en una ceremonia indígena con la hermana del cacique calusa Carlos, bautizada aquélla como Antonia. Si bien es cierto que Pedro Menéndez de Avilés no simpatizaba con la idea de tener un doble matrimonio, puesto que desde muy joven estaba casado con la española María de Solís Cascos y con la que tenía varios hijos, pero en aras de mantener la diplomacia aceptó la unión.Doña Antonia fue llevada a La Habana para ser instruida en la religión católica, pero al no ser tratada con la dignidad de esposa del conquistador hizo que hubiera un conflicto entre ambos y finalmente Menéndez la devolvió a su hermano en Florida. El rey Carlos planeó volver a casar a Antonia con otro indio recién evangelizado llamado «Don Pedro», quien había sido nombrado su heredero, pero Menéndez decidió volver a reclamar a Doña Antonia para enviarla devuelta La Habana. Esta decisión desencadeno la furia de cacique calusa, el cual amenazó con «matar a muchos españoles» a menos que su hermana no le fuese devuelta. Las tensiones entre los calusa y Pedro de Menéndez se fueron incrementado cuando se estableció un tratado de paz desfavorable entre los tocobaga y los calusa, motivo por el cual dejó la capital del cacicazgo (renombrada como San Antón de Carlos) y regresó a San Agustín dejando solo una guarnición de soldados y algunos misioneros jesuitas. Sin embargo, no pudo encontrar a su propia hijo, desaparecido tiempo ha, y regresó a España en 1567.

### Gobernador de Cuba
En 1568 pidió ayuda al rey por serle negada esta por el gobernador de Cuba para ayudar a los colonos de La Florida. El rey no solo escuchó su petición, sino que le nombró gobernador de Cuba. De manera paralela las tensiones entre la guarnición española y los calusa llegaron a un punto álgido en el cual los primeros decidieron matar al cacique Carlos, su sucesor Felipe y a varios nobles antes de que abandonaran su fuerte y misión en 1569 acompañados de Doña Antonia quien regreso a La Habana.Una vez que hubo tomado posesión de su cargo, volvió a La Florida para socorrer a los españoles de aquella que habían quedado en malas condiciones.
Como gobernador de Cuba, mandó levantar su primera carta geográfica. Además, recorrió las costas de los actuales estados de Florida, Georgia, Carolina del Sur y el Canal de Bahamas, capturando y eliminado a los corsarios de aquella zona.

### Fallecimiento
Murió a su regreso a España en Santander, cuando el rey le había encomendado organizar una armada para atacar Inglaterra y apoyar a Luis de Requesens en Flandes. El sistema de flotas que diseñó España para comerciar con América a partir de 1561, estuvo inspirado en un monumento conmemorativo suyo, por lo que se le considera el padre de ese sistema de navegación. Su legado, en forma de testamento, se encuentra en el Archivo Histórico Provincial de Cádiz.